# Züri Metzgete 2008
Le Züri Metzgete ou 7e édition du Grand Prix de Suisse féminin a eu lieu le 7 septembre 2008. Il fait partie du calendrier UCI féminin en catégorie 1.1. La course est remportée par l'Italienne Giorgia Bronzini.

## Classement final
| \| Classement général \| Classement général \| Classement général \| Classement général \| Classement général \| \| Coureur \| Coureur \| Pays \| Équipe \| Temps \| \| ------------------ \| ------------------ \| ------------------ \| ----------------------------------- \| ------------------ \| \| 1re \| Giorgia Bronzini \| Italie \| Titanedi-Frezza-Acca Due O \| 2 h 46 min 46 s \| \| 2e \| Tatiana Guderzo \| Italie \| Gauss RDZ Ormu \| + 0 s \| \| 3e \| Fabiana Luperini \| Italie \| Menikini-Selle Italia-Masters Color \| + 0 s \| \| 4e \| Emma Pooley \| Royaume-Uni \| Team Specialized Designs for Women \| + 0 s \| \| 5e \| Grete Treier \| Estonie \| Gauss RDZ Ormu \| + 5 s \| \| 6e \| Noemi Cantele \| Italie \| Bigla \| + 30 s \| \| 7e \| Martina Corazza \| Italie \| Gauss RDZ Ormu \| + 37 s \| \| 8e \| Nikki Butterfield \| Australie \| Vrienden van het Platteland \| + 37 s \| \| 9e \| Kristen Lasasso \| États-Unis \| Team Specialized Designs for Women \| + 37 s \| \| 10e \| Mirjam Hauser-Senn \| Suisse \| Team Specialized Designs for Women \| + 37 s \| |                    |             |                                     |                 |
| |                    |             |                                     |                 |
| Source : Cycling Quotient |                    |             |                                     |                 |
| Classement général |                    |             |                                     |                 |
| Coureur | Coureur            | Pays        | Équipe                              | Temps           |
| 1re | Giorgia Bronzini   | Italie      | Titanedi-Frezza-Acca Due O          | 2 h 46 min 46 s |
| 2e | Tatiana Guderzo    | Italie      | Gauss RDZ Ormu                      | + 0 s           |
| 3e | Fabiana Luperini   | Italie      | Menikini-Selle Italia-Masters Color | + 0 s           |
| 4e | Emma Pooley        | Royaume-Uni | Team Specialized Designs for Women  | + 0 s           |
| 5e | Grete Treier       | Estonie     | Gauss RDZ Ormu                      | + 5 s           |
| 6e | Noemi Cantele      | Italie      | Bigla                               | + 30 s          |
| 7e | Martina Corazza    | Italie      | Gauss RDZ Ormu                      | + 37 s          |
| 8e | Nikki Butterfield  | Australie   | Vrienden van het Platteland         | + 37 s          |
| 9e | Kristen Lasasso    | États-Unis  | Team Specialized Designs for Women  | + 37 s          |
| 10e | Mirjam Hauser-Senn | Suisse      | Team Specialized Designs for Women  | + 37 s          |